# Vadalur
Vadalur è una suddivisione dell'India, classificata come town panchayat, di 25 902 abitanti, situata nel distretto di Cuddalore, nello stato federato del Tamil Nadu. In base al numero di abitanti la città rientra nella classe III (da 20 000 a 49 999 persone).

## Geografia fisica
La città è situata a 11° 44' 35 N e 79° 45' 56 E.

## Società

### Evoluzione demografica
Al censimento del 2001 la popolazione di Vadalur assommava a 25 902 persone, delle quali 13 087 maschi e 12 815 femmine. I bambini di età inferiore o uguale ai sei anni assommavano a 2 721, dei quali 1 432 maschi e 1 289 femmine. Infine, coloro che erano in grado di saper almeno leggere e scrivere erano 18 073, dei quali 10 194 maschi e 7 879 femmine.